# Pulverfabrik Skodawerke-Wetzler
Die Pulverfabrik Skodawerke-Wetzler AG, umgangssprachlich meist Skodawerke-Wetzler AG, auch Skoda-Wetzler, war ein 1916 gegründetes österreichisches Chemieunternehmen mit großen Fabrikanlagen in Moosbierbaum, Liesing, Blumau und Sollenau. Der Firmensitz befand sich in Wien. Das Unternehmen wurde 1939 in eine neu gegründete Tochtergesellschaft der IG Farben, die Donau Chemie AG überführt. 

## Geschichte
Während des Ersten Weltkriegs gründeten im Herbst 1916 Karl Freiherr von Skoda und Bernhard Wetzler (1839–1922) die Pulverfabrik Skodawerke-Wetzler AG zur Erzeugung von Nitrozellulose und Nitroglyzerin. Das Aktienkapital betrug 15 Millionen Kronen, die in 75.000 Aktien à 200 Kronen ausgegeben wurden. Als Konsortialbank fungierte die Anglo-Österreichische Bank, bei der zugleich Bernhard Wetzler Miteigentümer und Direktor war. Die offizielle Firmierung lautete zeit ihres Bestehens Pulverfabrik Skodawerke-Wetzler A.G., umgangssprachlich und in der Presse meist kurz „Skodawerke-Wetzler AG“ oder „Skoda-Wetzler“. Der Hauptsitz der Gesellschaft befand sich in Wien, Kantgasse 1.
Das Areal für die Errichtung des Werks in Moosbierbaum wurde ab November 1916 größtenteils aus kirchlichem Grundbesitz der Katholischen Gemeinde Erpersdorf erworben. Am 16. Dezember 1916 erhielt das Unternehmen vom k.u.k. Kriegsministerium die erforderliche Konzession zur Errichtung der Pulverfabrik sowie einen Vertrag über die Abnahme und Lieferung von monatlich 800 Tonnen Schießpulver (40 Waggons) zum Preis von 8 Kronen je kg. Die Planierungsarbeiten begannen am 10. Jänner 1917. In einer Rekordzeit von knapp sechs Monaten trieben rund 5000 Arbeitskräfte den Bau im sumpfigen Gelände an der Perschling zwischen Dürnrohr, Rust, Zwentendorf und Moosbierbaum voran. Für den Erdaushub waren überwiegend rumänische Kriegsgefangene eingesetzt, von denen 155 an Erschöpfung starben. Die Inbetriebnahme des Werks erfolgte am 1. Juli 1917. Insgesamt betrugen die Kosten der Errichtung der Fabrikanlagen rund 70 Millionen Kronen, welche das Kriegsministerium mit 40 Millionen Kronen subventionierte.
Nach Kriegsende stellte die Pulverfabrik in Moosbierbaum zunächst die Produktion auf Schwarzpulver für Jagdwaffenpatronen um. Davon lieferte das Unternehmen zuletzt von Jänner bis März 1920 noch 260 Tonnen aus. Danach erfolgte im Werk Moosbierbaum eine Produktionsumstellung auf Erzeugung chemischer Grundprodukte, unter anderem Superphosphate (Dünger) und Säuren, wie Schwefel-, Phosphor-, Salpeter- und Salzsäure. Im Mai 1920 übernahm die Skodawerke-Wetzler AG für 11,5 Millionen Goldmark die Aktien der Wagenmann, Seybel & Co. AG in Liesing. Damit entwickelte sich das Unternehmen zum größten und wichtigsten Chemiekonzern in dem auf Grundlage des Vertrags von Saint-Germain kleiner gewordenen Österreich.
Im Frühjahr 1922 übernahm die Gesellschaft Aktien in Höhe von 30 % der Chemischen Werke Sollenau sowie deren technische und kommerzielle Führung. Ein Jahr später kamen ein Aktienanteil von 25 % und die Geschäftsführung der Sprengstoffwerke Blumau AG dazu. Zudem führte Skoda-Wetzler ab 1926 pachtweise den Betrieb der Ammoniakfabriken in den städtischen Wiener Gaswerken Simmering und Leopoldau. Gegen Ende der 1920er-Jahre war die Stellung des Unternehmens in Österreich dermaßen exponiert, sodass es für das Betreiben verschiedener chemischer Werke staatliche Subventionen erhielt. Unter anderem wurde für die Pulverfabrik Skodawerke-Wetzler AG in Blumau vollständig auf Staatskosten eine TNT-Fabrik (1928), eine Pulverfabrik (1930) und eine Nitroglycerinanlage (1933) errichtet. Daneben besaß das Unternehmen zahlreiche weitere Beteiligungen an chemischen Fabriken in ganz Österreich. Im Jahr 1931 beschäftigte die Gesellschaft die meisten festangestellten Arbeitskräfte nicht in Moosbierbaum, sondern an erster Stelle in Blumau, gefolgt von Leopoldau und Simmering.
Die Aktienmehrheit befand sich nach dem Tod von Bernhard Wetzler ab Ende Mai 1922 im Besitz der Anglo-Austrian Bank und ab 1926 der Creditanstalt. Ein weiteres großes Aktienpaket, darunter die kompletten Anteile von Karl Skoda, hatte im Dezember 1919 der Börsenspekulant Camillo Castiglioni erworben. Nach dem Bankrott der Allgemeinen Depositenbank im Sommer 1925, bei der Castiglioni als Präsident wirkte, gelangten seine Anteile zur Niederösterreichischen Escompte-Gesellschaft. Deren Aktienportfolio wurde zum 1. Jänner 1934 vollständig der Creditanstalt übertragen. Damit hielt die Creditanstalt ab diesem Zeitpunkt 88,83 % des Aktienkapitals, womit sich das Unternehmen faktisch im Staatsbesitz befand.
So geriet im Frühjahr 1931 die Creditanstalt im Zuge der gescheiterten deutsch-österreichischen Zollunion und dem damit verbundenen Abfluss kurzfristiger „Entente-Kredite“ in Zahlungsschwierigkeiten. Die Rettung der insolventen Großbank durch staatliche Intervention bewirkte eine indirekte Verstaatlichung von großen Teilen der österreichischen Industrie, bei denen die Creditanstalt Mehrheitseigner war. Spätestens ab November 1931 unterhielt der Bund aus Steuermitteln Kapitalbeteiligungen an 15 Aktiengesellschaften, darunter Skoda-Wetzler. Das heißt, der österreichische Staat besaß ab Ende 1931 über 50 % der Aktien des Unternehmens und nahm direkten Einfluss auf die Geschäftsführung. Beispielsweise durften für die nächsten fünf Jahre die Aktien der Gesellschaft nicht an der Wiener Börse gehandelt werden. Ferner erfolgte im Geschäftsjahr 1931 ein nahezu kompletter Austausch des Führungsgremiums und die Entsendung von Hofräten, Ministerialräten, Beamten der höchsten Dienstklassen im Bundes- oder Landesdienst in den Aufsichtsrat der Pulverfabrik Skodawerke-Wetzler AG, darunter führende Politiker wie Carl Vaugoin, Josef Reither oder Friedrich Tinti.
Bereits lange vor dem Anschluss Österreichs an das Deutsche Reich gab es auf Initiative beider Seiten Verhandlungen darüber, das größte Chemieunternehmen Österreichs, die Pulverfabrik Skodawerke-Wetzler AG, in die IG Farben AG zu integrieren. Sowohl die Creditanstalt als auch die IG Farben erhofften sich durch eine Fusion mehr Marktsicherheit und ein Zurückdrängen des von der tschechoslowakischen Zivnobank kontrollierten Vereins für Chemische und Metallurgische Produktion, der zunehmend eine Marktführerschaft in der Chemieindustrie im Donauraum anstrebte. Im Jänner 1938 konnte eine Einigung erzielt werden, indem die IG Farben von der Creditanstalt 49 % der Aktienanteile der Skodawerke-Wetzler zugesprochen bekam. Ab 6. Oktober 1938 erhielt die IG Farben die Aktienmehrheit und brachte noch weitere Betriebe, wie die Österreichische Dynamit AG oder die Carbidwerke Deutsch-Matrei AG in ihren Besitz. Neuer Betriebsleiter wurde Hans Kühne und neuer Aufsichtsratsvorsitzender Richard Riedl.
Am 25. Feber 1939 übertrug die Creditanstalt sämtliche Aktien an die IG Farben. Am gleichen Tag erfolgte in Moosbierbaum die Grundsteinlegung für eine neue Schwefelsäurefabrik. Zu diesem Zeitpunkt hatte das Unternehmen rund 1000 Beschäftigte. Vier Monate später wurde die Pulverfabrik Skodawerke-Wetzler AG zusammen mit kleinen weiteren österreichischen Chemieunternehmen in eine neu gegründete Tochtergesellschaft der IG Farben, die Donau Chemie AG überführt. Dazu fasste in der 21. ordentlichen Generalversammlung am 7. Juni 1939 der Aufsichtsrat von Skoda-Wetzler den Beschluss, den registrierten Firmennamen Pulverfabrik Skodawerke-Wetzler A.G. in Donau Chemie Aktiengesellschaft abzuändern. Dieser Beschluss wurde am 15. August 1939 handelsgerichtlich registriert und somit an diesem Tag verbindlich.